# Alberto Cametti
Alberto Cametti, född den 5 maj 1871, död den 1 juni 1935 i Rom, var en italiensk kompositör, organist och musikhistoriker.
Cametti var kapellmästare vid den franska Ludvigskyrkan i Rom, ledamot av Gregorianska sällskapet samt av den av Pius X bildade kyrkomusikaliska kommittén.
Camettis historiska skrifter behandlar i synnerhet italienska musikförhållanden och tonsättare (Cenni storici di G. P. da Palestrina 1895, I melodrammi biblici 1899, och talrika bibliografiska arbeten).